# Elsterschulzentrum Elsterwerda
Das Elsterschulzentrum Elsterwerda befindet sich im Stadtteil West der südbrandenburgischen Kleinstadt Elsterwerda. Bundesweit und international bekannt geworden ist die Schule vor allem durch das hier beheimatete Sportensemble und den Schulzirkus Robbi. Die Schule ist eigenen Angaben nach bundesweit die einzige Regelschule, welche das Schulfach Zirkus als Wahlpflichtfach anbietet.

## Geschichte
Im Zentrum des Stadtteils Elsterwerda-West ist das Elsterschulzentrum zu finden. Die Schule wurde im Zuge des Wohnungsneubaus von 1967 bis 1968 als Typenschulbau in Plattenbauweise errichtet. Am 1. September 1968 erfolgte im Beisein des damaligen städtischen Bürgermeisters Felix Kocksch und des Kreisschulrates Egon Langer die Einweihung des neuen Schulgebäudes, welches mit 28 Unterrichtsräumen, einer Turnhalle und einem Essensraum ausgestattet war. 34 Lehrkräfte waren an der Polytechnischen Oberschule zunächst beschäftigt. Erster Direktor wurde Werner Neißner. Unterrichtet wurden im Schuljahr 1968/69 607 Schüler in 20 Klassen. Bereits im Folgejahr wurde der Schule am 27. September 1969 der Name von Johannes Dieckmann (1893–1969) verliehen. Der einstige Journalist und liberal-demokratische Politiker war erst im Februar desselben Jahres verstorben. Als Zweigstelle der Schule fungierte ab 1973 die Walter-Husemann-Schule in der Schillerstraße, welche bis dahin von einem Großteil der Schüler des Stadtteils besucht worden war und nun nur noch die Klassenstufen 1 bis 4 führte.
In den Jahren 1975 und 1976 entstand an der Schule durch Feierabendarbeit ein Mehrzweckgebäude, welches fortan vor allem der Schulspeisung und für kulturelle Veranstaltungen diente.
Im Jahre 1991 ging aus der Polytechnischen Oberschule die Gesamtschule Elsterwerda hervor. 585 Schüler wurden in 29 Klassen im Schuljahr 1990/91 unterrichtet. Am 6. September 1997 erfolgte die Einweihung des neuen Turnhallenkomplexes mit zwei Turnhallen und einem neuen Außensportplatz; die komplette Sanierung des Schulgebäudes schließlich ab dem Jahr 2001, ihre Umwandlung in eine Grund- und Oberschule vier Jahre später. Im selben Jahr begann auf dem Schulgelände der Bau einer neuen Aula, welcher im März des Folgejahres abgeschlossen wurde. Ein Jahr später kam es dann zum Abriss des alten Mehrzweckgebäudes.
Da seit dem Schuljahr 2017/18 im Land Brandenburg Oberschulen mit Primarstufenteil als Schulzentren eingerichtet werden, wurde auch die Schule in Elsterwerda-West in ein Schulzentrum umorganisiert. Durch Beschluss des Kreistages im März 2018 trat deshalb mit Beginn des Schuljahres 2018/19 die offizielle Namensänderung in „Elsterschulzentrum – Primarstufe & Sekundarstufe I“ in Kraft.

## Pädagogische Arbeit, Ausstattung und Angebote
| 1968      | Werner Neißner  |
| 1969–1973 | Helmut Tölzer   |
| 1973–1987 | Gerhard George  |
| 1987–1988 | Horst Bursee    |
| 1988–1991 | Jochen Polster  |
| 1991–1992 | Lothar Behling  |
| 1992-2019 | Dietmar Koßagk  |
| seit 2019 | Christine Braun |

Die Elsterschulzentrum ist eine offene Ganztagsschule.
An der Schule sind folgende Abschlüsse möglich:
- Hauptschulabschluss
- Erweiterter Hauptschulabschluss
- Realschulabschluss
- Fachoberschulreife mit Berechtigung zum Besuch der gymnasialen Oberstufe

In den oberen Klassen werden unter anderem die Fächer Biologie, Chemie, Deutsch, Englisch, Erdkunde, Informatik, Kunst, Musik, Mathematik, Physik, Politische Bildung, Geschichte, LER und Sport angeboten. Weiters bietet die Schule neben Sport, WAT, Französisch und Naturwissenschaften das Fach Zirkus als Wahlpflichtfach an.
Die Schule verfügt über einen Außensportplatz, zwei Sporthallen und bietet mehrere Arbeitsgemeinschaften an.

## Sportensemble Elsterwerda

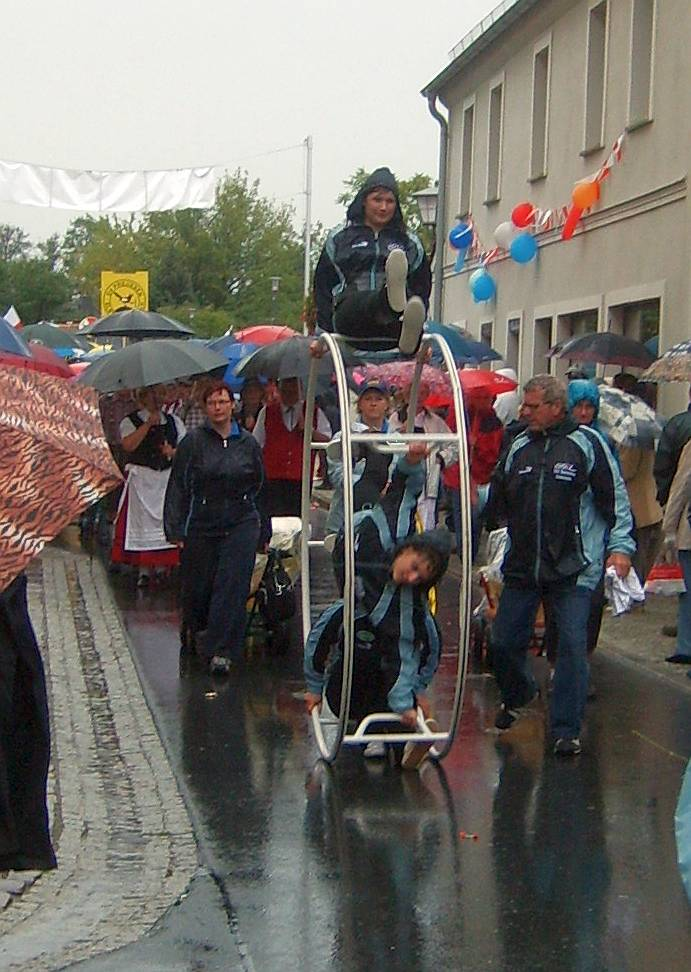
Das Sportensemble zur 800-Jahrfeier Elsterwerdas (2011).

Die Schule in Elsterwerda-West ist seit dem Anfang ihres Bestehens stets eng mit dem Sport verbunden. Denn mit der Eröffnung des Schulkomplexes im Jahre 1968 bezog auch das 1953 gegründete und bisher im Pionierhaus in der Innenstadt beheimatete Sportensemble Elsterwerda das zur Schule gehörige neue Trainingszentrum.
Das ursprünglich als Sportwerbegruppe gegründete Sportensemble war bereits zu jener Zeit landesweit bekannt, denn einige Jahre zuvor waren Mitglieder der Sportwerbegruppe im Jahre 1962 Hauptdarsteller im DEFA-Kinderfilm „Reiseziel Erfurt“. Das Sportensemble ist seit Jahrzehnten regelmäßig beim Internationalen Deutschen Turnfest vertreten und wurde durch zahlreiche Fernsehauftritte, wie bei der in der DDR beliebten Unterhaltungssendung „Ein Kessel Buntes“, bei der von Gerhard Adolph (kurz: Adi) moderierten Sportsendung „Mach mit, mach’s nach, mach’s besser“ oder der „Jiří-Korn-Show“ in Prag sowie weiteren Veranstaltungen im In- und Ausland bekannt. Seit seiner Gründung im Jahre 1953 trat es bei mehr als 4000 Veranstaltungen vor über drei Millionen Zuschauern auf. Dabei wurden bisher acht europäische Länder bereist. Weitere Höhepunkte für das Sportensemble waren Auftritte im Berliner Friedrichstadtpalast, ein zehnminütiger Auftritt beim Olympiaball am 21. August 1980 im Berliner Palast der Republik sowie eine Tournee entlang der Erdgastrasse Druschba. Außerdem wurde neben zahlreichen weiteren Erfolgen bei DDR-Meisterschaften insgesamt 20 mal eine Goldmedaille errungen.

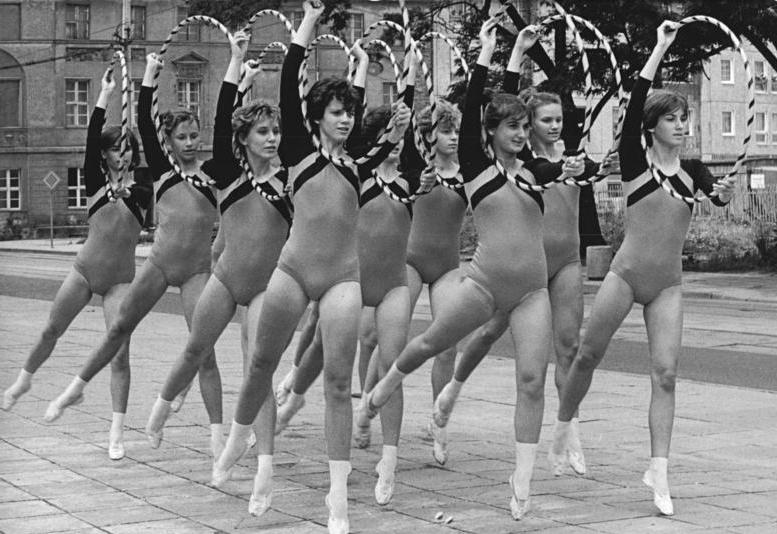
1987
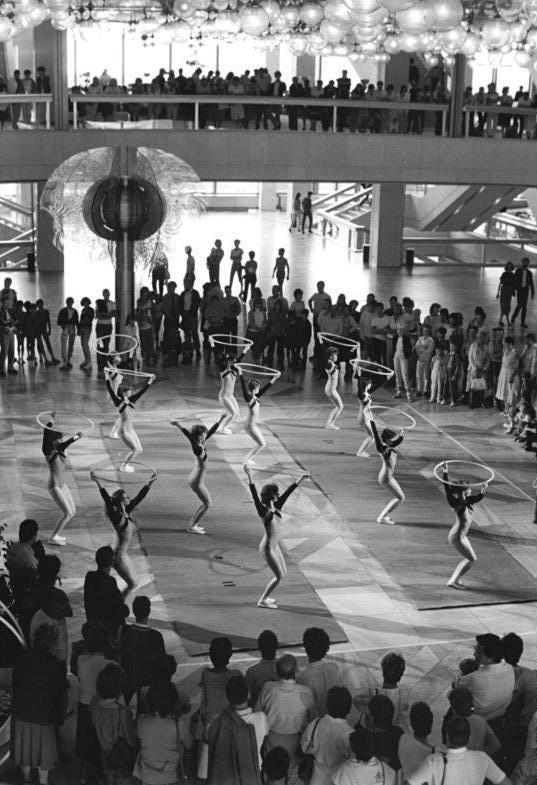
1986 im „Palast der Republik“ (Berlin)
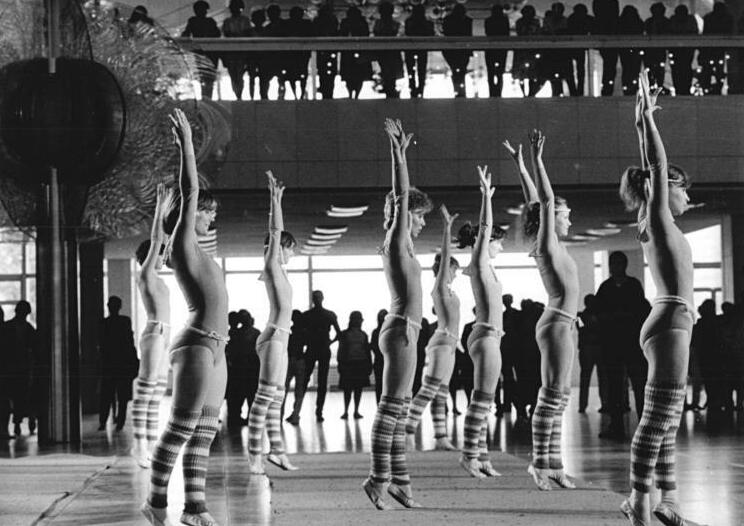
1986 im „Palast der Republik“ (Berlin)
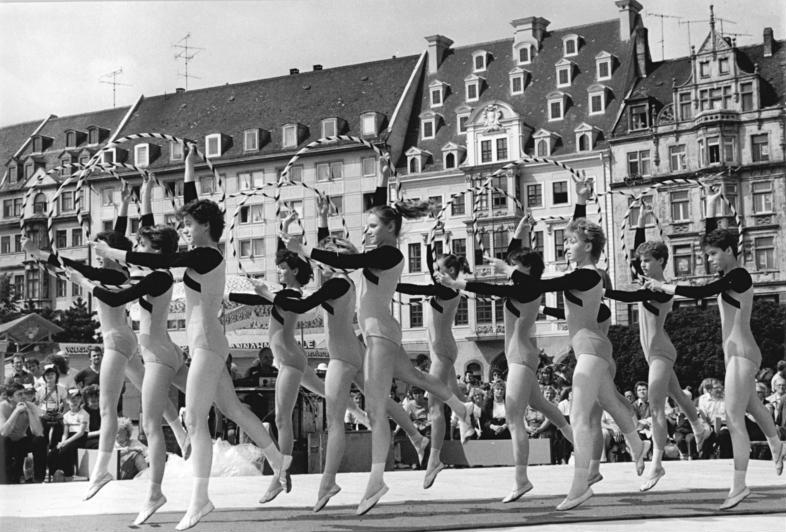
1987 in Leipzig

## Schulzirkus Robbi

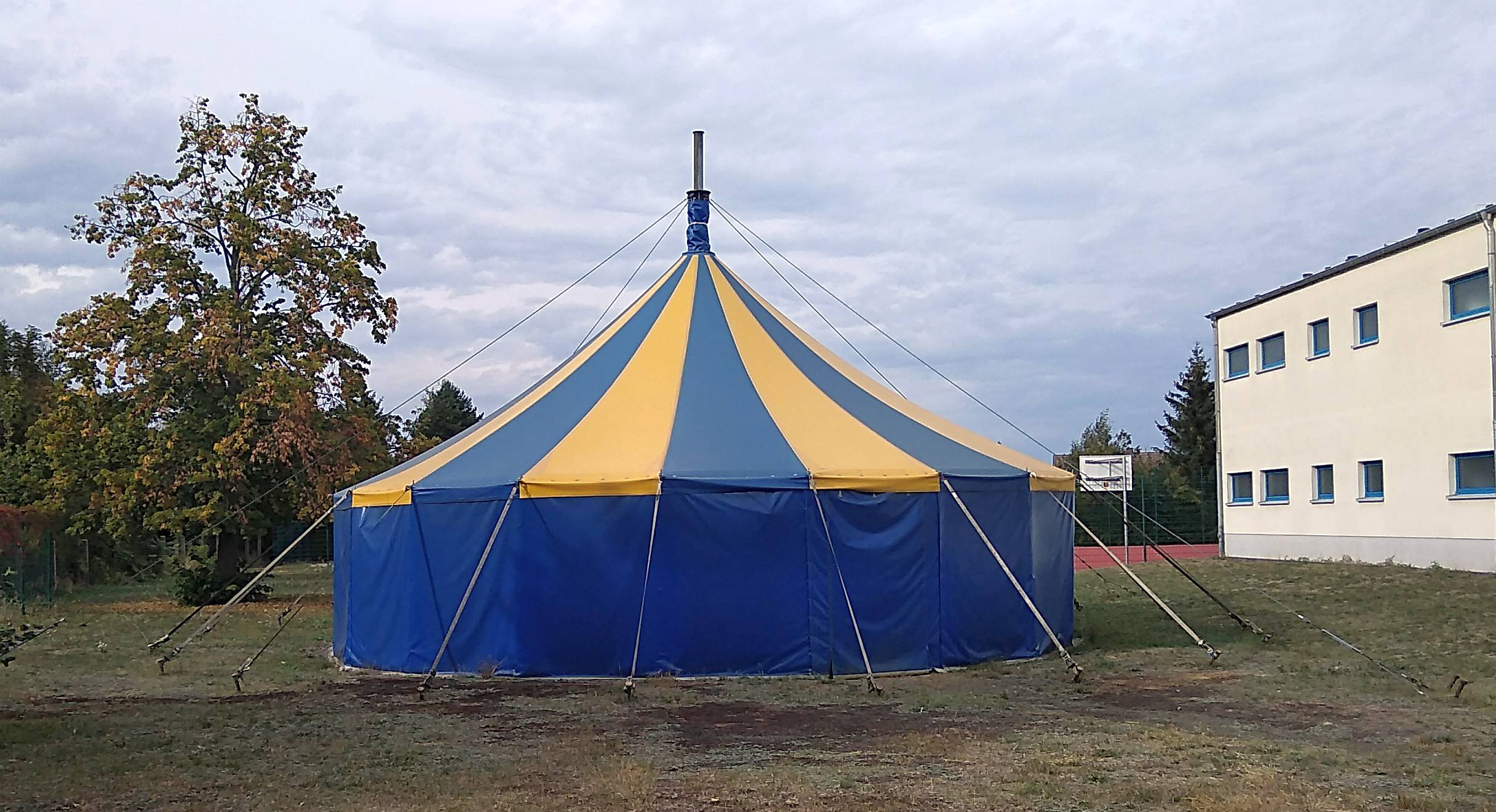
Zirkus Robbi

Seit 1993 wird an der Schule außerdem das vom Land Brandenburg ausgeschriebene Projekt Zirkus macht Schule realisiert. Damit gehört die Schule zu den Modellschulen, welche vom Bildungsministerium des Landes Brandenburg für dieses Projekt ausgewählt wurden. Mit Genehmigung durch das Bildungsministerium wird seit dem Schuljahr 1993/94 ab der 7. Klasse Zirkusunterricht als Wahlpflichtfach angeboten. Im Rahmen dieses Fachs lernen die Schüler unter anderem Jonglieren mit unterschiedlichen Geräten (Tüchern, Bällen, Ringen und Keulen), Einradfahren, Balancieren auf der Laufkugel, Spielen mit dem Diabolo und Bauen von Menschenpyramiden. Neben dem Wahlpflichtfach wird Zirkus außerdem noch als Arbeitsgemeinschaft angeboten.
Im Zuge des Projekts ist der Schulzirkus „Robbi“ hervorgegangen, welcher seit vielen Jahren auch ein eigenes Zelt besitzt. Wie das Sportensemble konnte auch er durch zahlreiche Beiträge in den Medien und diverse Fernsehauftritte inzwischen deutschlandweit auf sich aufmerksam machen. Unter anderem gab es Auftritte bei Außenseiter-Spitzenreiter und im SAT.1-Frühstücksfernsehen. Der Schulzirkus ist mehrfacher Preisträger des Lotto-Sportfestes des Landes Brandenburg. Außerdem war die Schule im September 1999 Gastgeber des 3. Brandenburger Zirkusfestivals. Medienwirksam war auch ein Besuch am 20. März 2002 durch den ehemaligen Boxweltmeister Henry Maske in der Schule im Rahmen seiner Tätigkeit als Schirmherr des Lotto-Sportfestes in Vorbereitung auf den Wettbewerb in jenem Jahr.